# Forza! Mario
Forza! Hidemaru (フォルツァ!ひでまる Forutsa! Hidemaru?) es una serie anime de 26 episodios producida por NAS y salió al aire en TV Tokyo. Se basa en Hidemaru El muchacho del fútbol (ひでまる el niño futbolista), un manga de Corocoro Comic por el autor Makoto Mizobuchi, producido por "Sunny Side Up". Enoki Films licenció la serie como Forza! Mario y NAS, refiriéndose a la serie con ese nombre en su sitio web en inglés. La serie, es sobre un niño que quiere jugar al fútbol, salió al aire en 2002, el año de la Copa Mundial de la FIFA en Japón y Corea.
Jonathan Clements y Helen McCarthy, los autores de The Anime Encyclopedia, Revised & Expanded Edition: A Guide to Japanese Animation Since 1917 ("La Enciclopedia Anime, Revisada y Edición Ampliada: Una guía para la animación japonesa desde 1917"), escribió que la serie "parece estar lejos de su tiempo en el siglo 21", pero "el público joven ve "los tropos de deportes" con ojos nuevos".
Hidemaru apareció en sitio web nakata.net, web oficial de Hidetoshi Nakata.

## Personajes
Clements y McCarthy afirmaron que el elenco está formado por "animales extravagantes en atuendo deportivo" con un zorro, dos niñas hipopótamo gordas, perros, caballos y conejos.
- Hidemaru (ひでまる)/Mario - El personaje principal,[2] es un perro.[4]  Seiyū: Mayumi Asano[5]
- Sen-no-Joe (千の丞 Sen no Jō) - Es un anciano que da consejos a Hidemaru de cómo jugar el juego. Él había entrenado previamente un equipo, pero perdió el entusiasmo después del partido final de aquel equipo.[2]  Seiyū: Masaharu Satō[5]
- Nana (ナナ-nieta de Sen-no-Joe) - Enoki Films la describió como la "Madonna del equipo."[2]  Seiyū: Sakura Nogawa[5]
- Rey (レイ Rei) - animadora del equipo.[2]  Seiyū: Masa Kimura[5]
- Joe (ジョー Jō) - Descrito por Enoki Films como "'el fresco' y deportista afectado."[2]  Seiyū: Daisuke Kishio[5]
- Kaizer (カイザー Kaizā) - El hijo del dueño de Club No. 1 y el capitán de ese club.[2]  Seiyū: Kentarō Itō[5]
- Riki (リキ)[6]
- Miki (ミキ) y Mika (ミカ) - Dos niñas hipopótamo[6]
- Juhee (十兵衛)[6]
- Kiyoshiro (清四郎)[6]
- Gengorō y Hanjiro (半次郎)[6]
- Ranmaru (蘭丸)[6]
- Kyutaro (キュータロウ)[6]
- Dorufu (ドルフ)[6]
- Inokuma (イノクマ)[6]
- Kakunoshin (角の進)[6]
- Kintarō (金太郎)[6]
- Baison (バイソン)[6]
- Yanosuke (八の助) y Kunosuke (九の助)[6]